# Denis Blanchette
Pour les articles homonymes, voir Blanchette.
Ne pas confondre avec le technicien de scène Denis Blanchette, décédé lors de l'attentat du Métropolis en 2012.
Denis Blanchette (né le 4 septembre 1956 à Québec est un analyste en informatique et homme politique québécois. Il a été député de la circonscription électorale fédérale de Louis-Hébert à la Chambre des communes du Canada de 2011 à 2015, représentant le Nouveau Parti démocratique.

## Biographie
Il est diplômé en sociologie et journalisme (B. ès arts – 1978) de l'université Laval et diplômé en informatique (AEC post-scolaire – 1983). De 1983 à 2011, il est analyste en informatique à l’emploi du gouvernement du Québec, occupant un poste de conseiller en veille stratégique pour le bureau du Dirigeant principal de l'information. Il a entrepris (2005-2008) une scolarité de maîtrise en administration publique (option gestion) à l’École nationale d’administration publique (ÉNAP). Ayant résidé toute sa vie dans la région de Québec, il est établi à Cap-Rouge depuis 1996 environ.

### Carrière politique
Il est candidat du Nouveau Parti démocratique dans la circonscription de Louis-Hébert à l'élection générale fédérale de 2006 et à celle de 2008, obtenant 9 % des votes lors de chacune.
Il est élu député néo-démocrate de Louis-Hébert lors de l'élection générale fédérale du 2 mai 2011, obtenant 39 % des votes,.
Depuis trois campagnes électorales, Denis Blanchette soulève la question de l'entretien du pont de Québec. À la suite de l'engagement du premier ministre Stephen Harper en 2005 devant la Chambre de Commerce et d'Industrie de Québec, il réclame des actions de la part des conservateurs.
Il a été porte-parole de la région de Québec au sein du cabinet fantôme du NPD de Thomas Mulcair.
À la Chambre des Communes, il était membre du comité permanent des opérations gouvernementales et des prévisions budgétaires.
Il a été porte-parole adjoint du NPD en matière de Travaux publics et Services gouvernementaux d'avril 2012 à juillet 2013 .
Défait par le libéral Joël Lightbound lors des élections fédérales canadiennes de 2015, il devient ensuite président du Nouveau parti démocratique du Québec, émanation provinciale du NPD. Il est le premier candidat à une élection du jeune parti lors de l'élection partielle d'octobre 2017 dans Louis-Hébert.

### Résultats électoraux
|                                                                                               | Nom                 | Parti              | Nombre de voix | %      | Maj.  |
| --------------------------------------------------------------------------------------------- | ------------------- | ------------------ | -------------- | ------ | ----- |
|                                                                                               | Geneviève Guilbault | Coalition avenir   | 12 091         | 51 %   | 7 658 |
|                                                                                               | Ihssane El Ghernati | Libéral            | 4 433          | 18,7 % | -     |
|                                                                                               | Normand Beauregard  | Parti québécois    | 3 852          | 16,3 % | -     |
|                                                                                               | Guillaume Boivin    | Québec solidaire   | 1 235          | 5,2 %  | -     |
|                                                                                               | Sylvie Asselin      | Conservateur       | 976            | 4,1 %  | -     |
|                                                                                               | Alex Tyrrell        | Vert               | 487            | 2,1 %  | -     |
|                                                                                               | Denis Blanchette    | NPD Québec         | 319            | 1,3 %  | -     |
|                                                                                               | Vincent Bégin       | Indépendant        | 215            | 0,9 %  | -     |
|                                                                                               | Martin St-Louis     | Option nationale   | 61             | 0,3 %  | -     |
|                                                                                               | Jean-Luc Rouckout   | Équipe autonomiste | 18             | 0,1 %  | -     |
| Total                                                                                         | Total               | Total              | 23 687         | 100 %  |       |
| Le taux de participation lors de l'élection était de 52,4 % et 190 bulletins ont été rejetés. |                     |                    |                |        |       |